# Jorge de Moura Xavier
Jorge de Moura Xavier – meglio noto come Jorginho – (Goiânia, 5 gennaio 1991) è un calciatore brasiliano, centrocampista dell'Atl. Goianiense.

## Palmarès

### Club

#### Competizioni nazionali
- Campeonato Brasileiro Série B: 1

Atl. Goianiense: 2016

#### Competizioni statali
- Campionato Goiano: 1

Atl. Goianiense: 2019, 2022
- Campionato Pernambucano: 1

Sport Recife: 2023